# Луи-Анн-Александр де Монморанси
Луи-Анн-Александр де Монморанси (фр. Louis-Anne-Alexandre de Montmorency; 1 ноября 1725, Париж — 16 февраля 1795, Лер) — французский генерал, маркиз де Морбек и де Рев, князь фон Тилли, гранд Испании.

## Биография
Второй сын Анн-Огюста де Монморанси и Катрин-Фелисите дю Белле.
Поступил на службу 7 марта 1745 мушкетером. В кампании того года участвовал в битве при Фонтенуа, осадах Турне, Ауденарде, Дендермонде и Ата.
С 27 апреля 1746 капитан Лимузенского пехотного полка, командовал ротой в битве при Року; в 1747 году воевал в Голландии, участвовал в осаде и взятии Берген-оп-Зоома.
С 1 января 1748 полковник пехотного полка Иль-де-Франса, командовал им в Итальянской армии до окончания войны, а в 1756—1760 при обороне побережий. 7 января 1759 получил из рук короля орден Святого Людовика.
20 февраля 1761 произведен в бригадиры и назначен командовать Лимузенским пехотным полком, с которым действовал в Германии в 1761—1762. Отличился в этих кампаниях и 25 июля 1762 был произведен в лагерные маршалы. В декабре был отставлен от командования полком.
15 декабря 1781 произведен в лейтенант-генералы армий короля.
Стал обладателем майората в Испании и достоинства гранда Испании, принадлежавших князьям фон Церклас-Тилли.
Умер в эмиграции.